# Trojan Peak
Trojan Peak je hora na jihovýchodě pohoří Sierra Nevada, v Inyo County, v Kalifornii. Nachází se v okolí nejvyšší hory Sierry Nevady Mount Whitney. Trojan Peak náleží s nadmořskou výškou 4 252 metrů mezi dvacet nejvyšších hor Kalifornie. 
Nachází se na severovýchodní hranici Národního parku Sequoia, 1,5 kilometru jižně od druhé nejvyšší hory Sierry Nevady a Kalifornie Mount Williamson. 1,6 kilometru jižně leží mateřský vrchol Mount Barnard a 7,7 kilometrů jižně nejvyšší vrchol Spojených států bez Aljašky Mount Whitney.
Severozápadně od vrcholu Trojan Peak se nachází horské jezero Lake Helen of Troy, tzn. jezero Heleny Trojské. Odtud název Trojan Peak.